# Liste du patrimoine immobilier classé de Manage
Cette page regroupe l'ensemble du patrimoine immobilier classé de la ville belge de Manage.
| Objet | Année de construction / Architecte | Adresse                   | Section communale | Coordonnées                      | Numéro d’inventaire | Illustration                                                                                                  |
| --- | ---------------------------------- | ------------------------- | ----------------- | -------------------------------- | ------------------- | --- |
| Château de la Cour-au-Bois, chaussée de Nivelles, n°42 et alentours (S)                                       | 1842                               | Chaussée de Nivelles n°42 |                   | 50° 30′ 32″ nord, 4° 13′ 53″ est | 52043-CLT-0001-01   | Château de la Cour-au-Bois, chaussée de Nivelles, n°42 et alentours (S)                                       |
| Presbytère de la paroisse Saint-Jean Baptiste et mur de clôture, place de l'église, n°17                      |                                    | Place de l'église n°17    |                   | 50° 30′ 12″ nord, 4° 13′ 01″ est | 52043-CLT-0003-01   | Image manquanteTéléverser                                                                                     |
| La drève, le parc et les jardins de Mariemont, chaussée de Mariemont, 100 (+ MORLANWELZ/Morlanwelz-Mariemont) |                                    | Chaussée de Mariemont 100 |                   | 50° 28′ 36″ nord, 4° 14′ 42″ est | 52043-CLT-0006-01   | La drève, le parc et les jardins de Mariemont, chaussée de Mariemont, 100 (+ MORLANWELZ/Morlanwelz-Mariemont) |
| Le parc et l'allée double d'accès du Domaine de Mariemont (+ MORLANWELZ/Morlanwelz-Mariemont)                 |                                    |                           |                   | 50° 28′ 36″ nord, 4° 14′ 42″ est | 52043-PEX-0001-01   | Le parc et l'allée double d'accès du Domaine de Mariemont (+ MORLANWELZ/Morlanwelz-Mariemont)                 |